# Nantes-Les Sables-d'Olonne
Nantes-Les Sables-d'Olonne est une ancienne course cycliste française, organisée de 1912 à 1961 entre Nantes dans le département de la Loire-Atlantique et Les Sables-d'Olonne dans le département de la Vendée.

## Palmarès
| Année | Vainqueur          | Deuxième           | Troisième          |
| ----- | ------------------ | ------------------ | ------------------ |
| 1912  | Jean Billy         | ?                  | ?                  |
| 1913  | Eugène Diet        | ?                  | ?                  |
| 1914  | Jean Billy         | Lalande            | Donatien Leroux    |
| 1919  | Jules Brohan       | Donatien Leroux    | ?                  |
| 1920  | Teste              | ?                  | ?                  |
| 1921  | Gabriel Rérolle    | ? Lucien           | Gaston Loizeau     |
| 1922  | Gabriel Rérolle    | André Bly          | Jean Billy         |
| 1923  | Séraphin Trichet   | Auguste Raffin     | Ferdinand Le Drogo |
| 1924  | Ernest Bly         | Marcel Moisan      | Alexandre Piveteau |
| 1925  | René Guignaudeau   | Henri Chauvet      | Ernest Bly         |
| 1926  | Ferdinand Le Drogo | Eugène Archambault | Marcel Moisan      |
| 1927  | René Guignaudeau   | Henri Chauvet      | Constant Raballand |
| 1928  | René Guignaudeau   | Émile Thomelet     | Henri Le Brasseur  |
| 1929  | René Guignaudeau   | Georges Josse      | Paul Correc        |
| 1930  | Léon Halgand       | Yves Le Goff       | René Guignaudeau   |
| 1931  | René Guignaudeau   | Pierre Cloarec     | Jean Guimard       |
| 1932  | Lucien Allory      | Georges Allory     | Georges Ordonneau  |
| 1933  | Lucien Allory      | Émile Clergeau     | René Guignaudeau   |
| 1934  | Auguste Mocquillon | Edmond Tessier     | Louis Perron       |
| 1935  | Fañch Favé         | Yves Le Goff       | Lucien Allory      |
| 1936  | Marcel Potiron     | Georges Méry       | Robert Babonneau   |
| 1937  | Gino Sciardis      | Antoine Mevel      | François Hemery    |
| 1938  | Amédée Fournier    | René Debenne       | Pierre Cloarec     |
| 1939  | Pierre Cloarec     | Édouard Mauger     | Albert Goutal      |
| 1941  | Georges Méry       | Georges Josse      | Georges David      |
| 1942  | Gabriel Gaudin     | Georges Allory     | Joseph Hemono      |
| 1943  | Marcel Tiger       | Éloi Tassin        | André Danguillaume |
| 1945  | Marcel Tiger       | César Roncin       | Amand Audaire      |
| 1946  | Jean Michon        | Maurice Giraudeau  | Georges Audrain    |
| 1947  | Gabriel Gaudin     | Fernand Roy        | Roger Chupin       |
| 1948  | Jean Baldassari    | Georges David      | Amand Audaire      |
| 1949  | Gabriel Gaudin     | Amand Audaire      | Pierre Barbotin    |
| 1950  | Gabriel Gaudin     | Raymond Scardin    | Guillemard         |
| 1951  | Albert Goutal      | Narcisse Roux      | Amand Audaire      |
| 1952  | Norbert Esnault    | Maurice Pelé       | Yves Pauvert       |
| 1953  | Maurice Giraudeau  | Léon Leclève       | Jean Crochet       |
| 1954  | André Chiffoleau   | Maurice Nauleau    | Roger Provost      |
| 1961  | Henri Anglade      | Claude Vallée      | Bernard Gauthier   |